# Apertura irregular
En el ajedrez se llaman aperturas irregulares a aquellas en las que el blanco mueve cualquier pieza o peón que no sea 1.e4 o 1.d4. A pesar de su nombre, no debe entenderse que son aperturas menores. La Apertura inglesa o la Reti están entre las más sólidas del repertorio. Otras, ciertamente, son más extravagantes. 
- Apertura Anderssen 1.a3
- Apertura Ware 1.a4
- Ataque Larsen 1.b3
- Apertura polaca o Apertura Sokolsky 1.b4
- Apertura Zaragoza 1.c3
- Apertura inglesa 1.c4
- Apertura Mieses 1.d3
- Apertura Van't Kruijs 1.e3
- Apertura Gedult 1.f3
- Apertura Bird 1.f4
- Apertura Benko 1.g3
- Ataque Grob 1.g4
- Apertura Clemenz 1.h3
- Apertura Deprez 1.h4
- Ataque Durkin 1.Ca3
- Apertura Dunst 1.Cc3
- Apertura Reti 1.Cf3
- Apertura París 1.Ch3